# یاسر الرواشده
یاسر الرواشده (عربی: ياسر الرواشدة؛ زادهٔ ۲۱ آوریل ۱۹۹۰) بازیکن فوتبال اهل اردن است.
وی همچنین در تیم‌های ملی فوتبال زیر ۲۳ سال اردن، و اردن بازی کرده‌است.